# Rio Palhano
O rio Palhano é um curso de água que banha o estado do Ceará, no Brasil.
É um afluente do rio Jaguaribe. Sua foz está localizada no município de Itaiçaba. Leva esse nome por ser o único rio do município cearense chamado Palhano.
Atualmento o rio Palhano sofre muito com a degradação da mata ciliar e retirada de areia de seu leito, que fica cada vez mais largo e sem profundidade devido a erosão das margens.[carece de fontes?]